# (9373) Hamra
(9373) Hamra (1993 FY43) – planetoida z pasa głównego asteroid okrążająca Słońce w ciągu 4,19 lat w średniej odległości 2,6 j.a. Odkryta 19 marca 1993 roku.